# Awtomobilist Odessa
Awtomobilist Odessa (ukr. Футбольний клуб «Автомобіліст» Одеса, Futbolnyj Kłub "Awtomobilist" Odesa) – ukraiński klub piłkarski z siedzibą w Odessie.

## Historia
Chronologia nazw:
- 1957: Taksomotor Odessa (ukr. «Таксомотор» Одеса)
- 1965: Awtomobilist Odessa (ukr. «Автомобіліст» Одеса)
- 1972: Taksi-Awtomobilist Odessa (ukr. «Таксі–Автомобіліст» Одеса)

Piłkarska drużyna Taksomotor została założona w mieście Odessa w 1957 roku. W 1965 klub zmienił nazwę na Awtomobilist i debiutował w Klasie B, ukraińskiej strefie 2 Mistrzostw ZSRR, w której zajął 9. miejsce, a w turnieju finałowym 28. miejsce. W następnym sezonie było jeszcze gorzej – 19. miejsce w ukraińskiej strefie 2 oraz 38. miejsce w turnieju finałowym. Więcej nie występował na poziomie profesjonalnym, a tylko uczestniczył w rozgrywkach lokalnych.
Również w latach 1965–1967 startował w rozgrywkach Pucharu ZSRR.

## Sukcesy
- 9. miejsce w Klasie B ZSRR, ukraińskiej strefie 2:

1965

## Inne
- Czornomoreć Odessa